# Villecelin
Villecelin är en kommun i departementet Cher i regionen Centre-Val de Loire i de centrala delarna av Frankrike. Kommunen ligger  i kantonen Lignières som tillhör arrondissementet Saint-Amand-Montrond. År 2022 hade Villecelin 78 invånare.

## Befolkningsutveckling
Antalet invånare i kommunen Villecelin
Referens:INSEE